# Gura Bordului, Hunedoara
Gura Bordului este un sat în comuna Lunca Cernii de Jos din județul Hunedoara, Transilvania, România.